# 帕拉德拉 (阿鲁巴)
帕拉德拉（Paradera）是荷兰王国在加勒比海构成国阿鲁巴西北端的一座城镇和普查区域。作为普查区域时总面积20.40平方公里，2010年人口12,024人，其中镇本身人口2,486人。
罗马天主教教堂圣菲洛梅娜教堂支配着地平线有关的镇内的余下建筑物。